# Irene Handl
Irene Handl (27 de diciembre de 1901 – 29 de noviembre de 1987) fue una actriz inglesa.

## Biografía
Irene Handl nació en el distrito de Maida Vale, en Londres. Sus padres eran un banquero austriaco y su esposa francesa. 
Empezó a actuar a la relativamente avanzada edad de 36 años, y estudió en la escuela de interpretación dirigida por la hermana de Dame Sybil Thorndike. Debutó en el teatro londinense en febrero de 1937 y, a lo largo de su carrera, intervino en más de 100 filmes británicos, cumpliendo con papeles de reparto principalmente de carácter humorístico, con personajes como los de madres ligeramente excéntricas, abuelas, caseras y criadas. 
Además de su carrera interpretativa, escribió dos novelas de éxito: The Sioux (1965) y The Gold Tip Pfizer (1966).
Nunca llegó a casarse. Irene Handl falleció en el distrito londinense de Kensington en 1987. Fue incinerada en el Crematorio de Golders Green. 

## Cine
Handl hizo pequeñas interpretaciones en filmes de importancia como Night Train to Munich, Spellbound y Breve encuentro. Entre sus actuaciones más destacadas figuran las de I'm All Right Jack (como la mujer del personaje de Peter Sellers), The Rebel (como patrona de Tony Hancock), y The Private Life of Sherlock Holmes, película en la que figuraba como el ama de llaves de Sherlock Holmes. También tuvo pequeños papeles en dos de los filmes de la serie Carry On, Carry on Nurse y Carry on Constable.

## Teatro
Entre sus muchas interpretaciones teatrales destacan su papel de Lady Bracknell en La importancia de llamarse Ernesto en 1975, producción dirigida por Jonathan Miller. También es de reseñar su hilarante primer papel en Goodnight Mrs Puffin.

## Televisión
En televisión actuó como invitada en numerosas series de humor, destacando su participación regular en la producción de 1958 Educating Archie, y posteriormente la de Maggie and Her (1978), junto a Julia McKenzie. A principios de la década de 1980 interpretó a Gran en el show infantil de la Independent Television (ITV) Metal Mickey. También trabajó, con raros papeles aristocráticos, en Mapp and Lucia y en el telefilme de Eric Sykes de 1982 It's Your Move, producción en la que trabajaba Brian Murphy interpretando a su conductor.
Su último trabajo llegó en la sitcom de la BBC In Sickness and in Health, en 1987. 

## Filmografía seleccionada
| - Believed Married (1937) - George and Margaret (1940) - Gasbags (1941) - Millions Like Us (1943) - Medal for the General (1944) - Great Day (1945) - Breve encuentro (1945) - Code of Scotland Yard (1946) - Temptation Harbour (1947) - Adam and Evelyne (Adán y Eva) (1949) - The History of Mr. Polly (1949) - The Perfect Woman (1949) - Meet Mr. Lucifer (1953) - The Belles of St Trinian's (1954) - A Kid for Two Farthings (El niño y el unicornio) (1954) - Brothers in Law (1957) - The Key (La llave) (1958) - Law and Disorder (1958) - Desert Mice (1959) - I'm All Right Jack (1959) - The Night We Dropped a Clanger (1959) - Left Right and Centre (1959) - Next to No Time (1960) - A French Mistress (1960) | - The Pure Hell of St Trinian's (1960) - Two-Way Stretch (1960) - The Night We Got the Bird (1961) - The Rebel (1961) - A Weekend with Lulu (1961) - Double Bunk (1961) - Heavens Above! (1963) - Morgan, un caso clínico (Morgan, a Suitable Case for Treatment) (1966), de Karel Reisz - The Wrong Box (1966) - Smashing Time (Tiempo de locura) (1967) - Wonderwall (1968) - Un trabajo en Italia (1969) - The Private Life of Sherlock Holmes (La vida privada de Sherlock Holmes) (1970) - On a Clear Day You Can See Forever (Vuelve a mi lado) (1970) - Confessions of a Driving Instructor (1976) - Adventures of a Private Eye (1977) - Come Play with Me (1977) - The Hound of the Baskervilles (1978) - Stand Up, Virgin Soldiers (1977) - The Great Rock & Roll Swindle (1979) - Riding High (1981) - Absolute Beginners (1986) |